# Jan Boguszewski (piłkarz)
Jan Boguszewski (ur. 24 lipca 1939 w Zawidzu, zm. 22 lipca 2022 w Warszawie) – polski piłkarz grający na pozycji napastnika.
W trakcie kariery piłkarskiej występował między innymi w barwach Kadry Rembertów, Legii Warszawa, Stali Rzeszów, Warszawianki oraz Polonii Warszawa. W ówczesnej I lidze (najwyższej klasie rozgrywek) zagrał łącznie 89 meczów jako zawodnik Legii Warszawa (1959–1964) oraz Stali Rzeszów (1965–1967). Z Legią Warszawa zdobył także Puchar Polski w sezonie 1963/1964. 
Pochowany na Cmentarzu w Warszawie Rembertowie.